# Middenspunt

Het middenspunt

Het middenspunt of, zoals de oorspronkelijke benaming was, Mittenpunkt is een driehoekscentrum. Het punt heeft kimberlingnummer X(9). Het punt wordt gevonden als perspectiviteitscentrum van de driehoek van de middelpunten van de aangeschreven cirkels en de driehoek van middens van de zijden. Het middenspunt is ook het punt van Lemoine van de driehoek van de middelpunten van de aangeschreven cirkels.
Het punt is voor het eerst beschreven door de Duitse wiskundige Christian Heinrich von Nagel.

## Coördinaten
Barycentrische coördinaten voor het middenspunt zijn ( a(-a+b+c) : b(a-b+c) : c(a+b-c) ).

## Eigenschappen
- Het middenspunt ligt op de lijn door het middelpunt van de ingeschreven cirkel en het punt van Lemoine.
- Het middenspunt ligt op de lijn door het punt van Gergonne en het zwaartepunt.
- Het middenspunt ligt op de lijn door het punt van Spieker en het hoogtepunt.